# Константиновка (Краснокутский район, Харьковская область)
Константиновка (укр. Костянтинівка) — село в Константиновском поселковом совете Краснокутского района Харьковской области, Украина.

## Географическое положение
Посёлок городского типа Константиновка находится в 18 км от Краснокутска на реке Грузская (приток реки Мерла), выше по течению на расстоянии в 1 км расположен посёлок Каменно-Хуторское, ниже по течению примыкает село Слободка. На реке несколько больших запруд.

## История
Поселение было основано в XVIII веке (1780) как хутор Грузское.
В 1885 году Грузское было переименовано в село Константиновка и стало административным центром Константиновской волости Богодуховского уезда Харьковской губернии Российской империи.
1885 - построен Ананьевский сахарный завод, впоследствии комбинат.
В 1938 году был присвоен статус посёлок городского типа.
Во время Великой Отечественной войны в 1941—1943 селение находилось под немецкой оккупацией; немцы практически полностью его сожгли, выгнав из домов местных жителей.
В 1952 году здесь действовали сахарный завод, зерновой совхоз, средняя школа и клуб. В дальнейшем, для обеспечения сахарного завода сырьём, зерносовхоз был преобразован в свеклосовхоз.
В 1966 году население составляло 4200 человек.; в селе работали три школы, два клуба, три библиотеки, больница.
В январе 1989 года численность населения составляла 2381 человек.
В июле 1995 года Кабинет министров Украины утвердил решение о приватизации находившихся здесь сахарного завода и свеклосовхоза. 
В 1999 году сахарный завод остановил работу, в 2002 году он стал банкротом и в дальнейшем прекратил своё существование).
В начале 2010 года в посёлке закрыли аптеку.
По состоянию на 1 января 2013 года численность населения составляла 1364 человека.
В 2021 году был присвоен статус села.

## Экономика
- Сельское фермерское хозяйство «Удача».

## Транспорт
В 16 км от посёлка находится ж.-д. станция Коломак (на линии Полтава — Харьков) Южной железной дороги.
Через посёлок проходит автомобильная дорога Т-2106.

## Объекты социальной сферы
- Дом культуры.
- Спортивная площадка.
- Свято-Константино-Еленинский храм УПЦ

## Достопримечательности
- Братская могила советских воинов. Похоронено 175 воинов.